# Границы округа
«Границы округа» (англ. County Lines) — кинофильм режиссёра Генри Блейка, вышедший на экраны в 2019 году. Название отсылает к известной в Великобритании практике наркоторговли (см. County lines drug trafficking).

## Сюжет
14-летний Тайлер — трудный подросток, регулярно конфликтующий с одноклассниками и с матерью, которая растит его и сестру в одиночку. Когда мать теряет работу, Тайлер связывается с местным наркодилером Саймоном, который даёт мальчику задание перевезти партию таблеток в сельскую местность и передать тамошнему дилеру Садику. Выполнив эту работу, Тайлер втягивается в преступную деятельность и начинает зарабатывать достаточно денег, чтобы обеспечить семью. Всё заканчивается, когда его атакует группа малолетних преступников из конкурирующей банды и наносит ему серьёзные увечья.

## В ролях
- Конрад Хан — Тайлер
- Эшли Мадекве — Тони, мать Тайлера
- Харрис Дикинсон — Саймон, наркодилер
- Маркус Рутерфорд — Садик, наркодилер
- Карлисс Пир — Бекс, социальный работник
- Чиззи Акудолу — Софи
- Джоанна Стэнтон — Иззи, наркоманка

## Награды и номинации
- 2021 — номинация на премию BAFTA за лучшую женскую роль второго плана (Эшли Мадекве).
- 2021 — 4 номинации на Премию британского независимого кино: самый многообещающий дебютант (Конрад Хан), лучшая мужская роль второго плана (Харрис Дикинсон), лучшая женская роль второго плана (Эшли Мадекве), премия имени Дугласа Хикокса (Генри Блейк).
- 2021 — две номинации на премию Лондонского кружка кинокритиков: лучший прорыв британского или ирландского кинематографиста (Генри Блейк), лучший молодой британский или ирландский исполнитель (Конрад Хан).